# Porsche C88
Der Porsche C88 war eine Studie des Automobilherstellers Porsche für den chinesischen Automobilmarkt. Der Prototyp entstand im Zuge einer Ausschreibung der chinesischen Regierung und wurde im November 1994 erstmals auf dem Internationalen Familienauto-Kongress in Peking präsentiert. Im Rahmen dieses Wettbewerbs, an dem mehrere internationale Automobilhersteller teilnahmen, sollte ein einfaches und günstiges Fahrzeug zur Massenmobilisierung der chinesischen Bevölkerung entwickelt werden. Nachdem Porsche und Mercedes ihre Ergebnisse präsentiert hatten, stoppten die Verantwortlichen die Ausschreibung allerdings, ohne einen Sieger zu küren. So wurde der Porsche C88 nie in Serie gebaut.

## Entwicklung

C88 im Porsche-Museum

Der Sportwagenhersteller aus Zuffenhausen steckte Anfang der 1990er in einer Absatzkrise und schrieb millionenschwere Verluste. Der Entwicklungsauftrag für ein chinesisches Einfachfahrzeug erschien deshalb sehr attraktiv. Auch hatte man bei Porsche schon früher an Kleinwagen wie dem Lada Samara oder dem Seat Ibiza mitentwickelt, weshalb man auf einige einschlägige Erfahrung zurückblicken konnte. In Zusammenarbeit mit chinesischen Ingenieuren und Kaufleuten wurde deshalb in nur vier Monaten die Studie „C88“ fertiggestellt. Im Lastenheft standen sparsame Motoren und unkomplizierte Fertigung, die das Auto je nach Ausführung auf einen Endpreis zwischen 8000 und 14.000 D-Mark bringen sollten. Geplant waren eine fünftürige Limousine mit Stufenheck und ein dreitüriges Einstiegsmodell. Der Motor des Autos wäre ein Ottomotor mit 1,1 Litern Hubraum und 47 PS (35 kW) oder mit 1,6 Litern und 67 PS (49 kW) gewesen. Auch ein Turbo-Diesel war im Gespräch. Mit dem 1,6-Liter-Vierzylindermotor erreichte das 980 Kilogramm schwere Fahrzeug eine Höchstgeschwindigkeit von 165 km/h und eine Beschleunigung von null auf 100 km/h in 16 Sekunden.
Obwohl der damalige Vorstandsvorsitzende Wendelin Wiedeking selbst zur Präsentation nach Peking reiste und dort eine Rede auf Mandarin hielt, die er vorher in Lautschrift einstudiert hatte, vergaben die chinesischen Regierungsvertreter keinen Auftrag zum Serienbau. Das Einzelstück ist heute im Porsche-Museum in Stuttgart zu sehen.

## Design

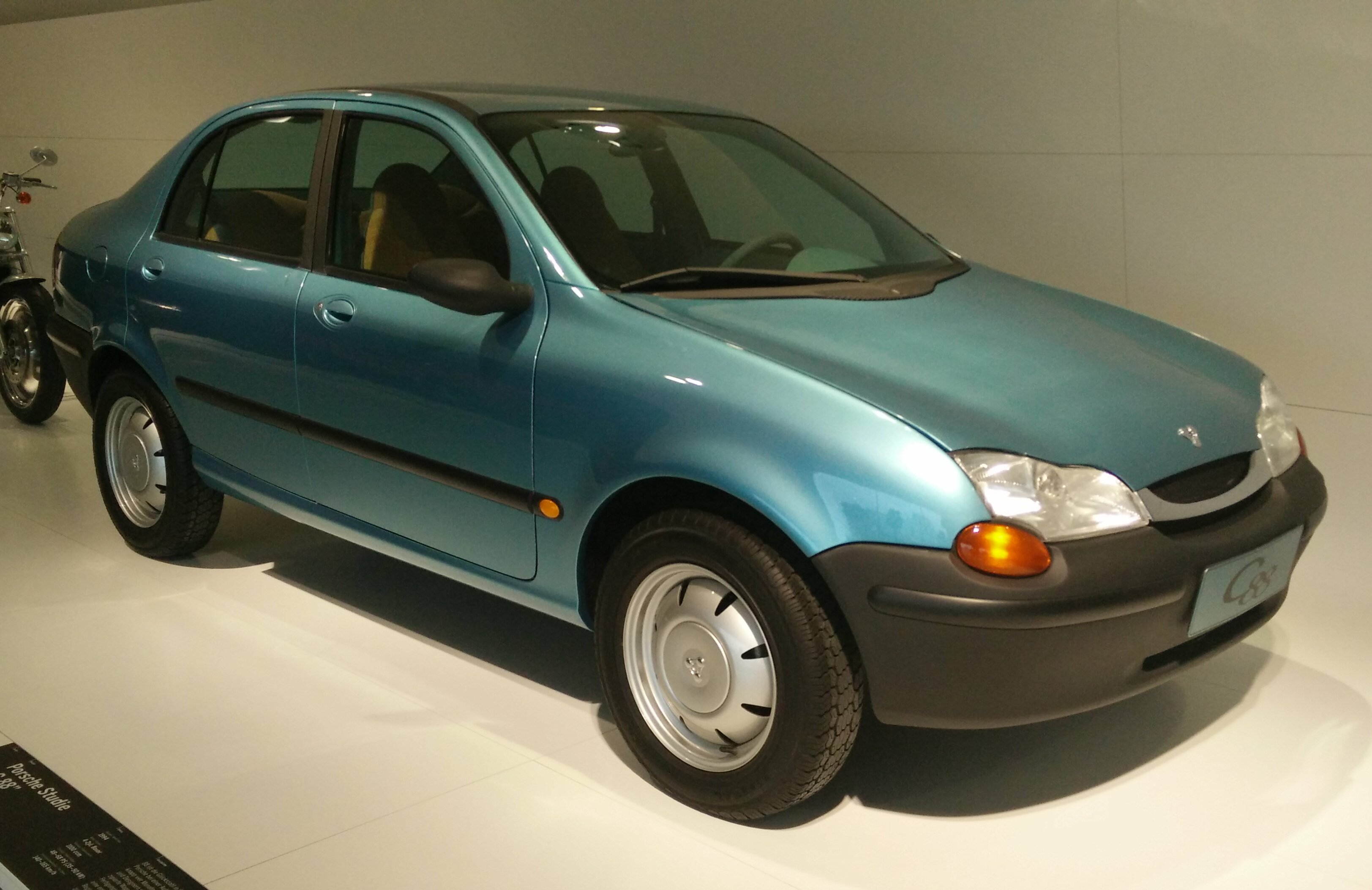
C88 im Porsche-Museum

Der C88 zeigt einige Designelemente, die auf seine Bestimmung hinweisen. Das beginnt bereits beim Namen: Das C steht für China, die Acht ist wiederum eine bedeutende Glückszahl in Asien. Ein Porsche-Logo ist nirgends am Auto angebracht; stattdessen findet sich an Lenkrad und Kühlergrill ein stilisiertes Dreieck mit drei Punkten. Das Symbol sollte für die chinesische Familienvorstellung im Zuge der Ein-Kind-Politik stehen und symbolisiert Vater, Mutter und Kind.